# Cassida pusilla
Cassida pusilla é uma espécie de insetos coleópteros polífagos pertencente à família Chrysomelidae.
A autoridade científica da espécie é Waltl, tendo sido descrita no ano de 1839.
Trata-se de uma espécie presente no território português.